# Episteme semiclara
Episteme semiclara là một loài bướm đêm trong họ Noctuidae.